# 2,3,7,8-tetrachlordibenzodioxin
TCDD (2,3,7,8-tetrachlordibenzo[b,e][1,4]dioxin, někdy také nesprávně jen dioxin) je bezbarvá nebo bílá krystalická látka, vysoce toxická a znečišťující přírodní prostředí. Patří do širší skupiny tzv. dioxinů, jejímž je nejvýznamnějším zástupcem. Po chemické stránce patří mezi kyslíkaté heterocyklické sloučeniny, odvozené od 1,4-dioxanu.

## Vznik
Vzniká jako vedlejší produkt při výrobě herbicidů, resp. jejich polotovarů jako 2,4,5-trichlorfenolu a 2-(2,4,5-trichlorfenoxy)propionové kyseliny. Vytváří se také neúplnou oxidací 1,2-dichlorbenzenu, což je příčinou jeho výskytu v kouřových plynech špatně technologicky řešených spaloven komunálního odpadu, obsahujícího chlorované plasty, především polyvinylchlorid (PVC).

## Případy expozice
Dioxin zavinil desítky katastrof.
Byl například významnou nežádoucí příměsí postřiku Agent Orange, který užívala armáda USA během války ve Vietnamu a který následně způsobil značně zdravotní problémy jak americkým vojákům, tak zasaženým obyvatelům jižního Vietnamu. Dioxin také zamořil v 60. letech 20. století areál podniku Spolana Neratovice, který vyráběl a dodával dioxinem kontaminovanou složku pro výrobu Agent Orange.
Znám je také kvůli úniku na milánském předměstí Seveso v roce 1976.

## Vlastnosti
Dioxin je prakticky nerozpustný ve vodě, výborně se však rozpouští v nepolárních rozpouštědlech, jako např. v benzínu, benzenu, toluenu a tucích. Proto se přijat potravou hromadí v tukových tkáních živočichů včetně člověka.
Je velmi odolný proti oxidaci vzdušným kyslíkem, proto v přírodě přetrvává velmi dlouhou dobu. Existují pokusy vypěstovat kmeny bakterií, které by z jeho molekuly odbourávaly atomy chloru a přeměňovaly tuto látku na dibenzo[b,e][1,4]dioxin, který je méně škodlivý a v přírodě se rozkládá rychleji.

## Fyziologické působení
Do organizmu se může dostávat nejrůznějšími způsoby: vdechnutím prachu, v potravě nebo pokožkou. Ve vysokých koncentracích způsobuje dioxin záněty kůže (alergická dermatitida, chlorakné), při vdechnutí vyvolává záněty sliznic a plicní tkáně, což může končit i smrtí. Dalšími nejvíce postiženými orgány jsou oči, játra a ledviny. Smrtná dávka u krys LD50 při podání v potravě je pouhých 20 μg/kg.
I při dlouhodobé expozici dioxinem v menší koncentraci (při nižších dávkách) dochází k řadě typických příznaků/následků: Pigmentové poruchy (např. zmnožení pigmentových skvrn), cévní poruchy, ateroskleróza, zvýšení krevního tlaku, urychlení stárnutí (zejména díky poškození genetického aparátu buňky), hormonální poruchy, poruchy plodnosti (narušení reprodukčních funkcí), poruchy imunity; dioxin působí karcinogenně, teratogenně, mutagenně a hepatotoxicky, dochází k narušení nervů, postižení očí, jater a ledvin.
Dioxiny jsou schopny se bioakumulovat v tukových tkáních živočichů a lidí.